# Jacques Morel
Jacques Morel   (La Tèsta, 22 de setembre de 1935) és un remer francès, ja retirat, que va competir durant les dècades de 1950 i 1960. Era germà del també remer Georges Morel.
El 1960 va prendre part en els Jocs Olímpics d'Estiu de Roma, on guanyà la medalla de plata en la prova del quatre amb timoner del programa de rem. Formà equip amb Robert Dumontois, Claude Martin, Guy Nosbaum i Jean Klein. Quatre anys més tard, als Jocs de Tòquio, guanyà la medalla de plata en la prova del dos amb timoner. Formà equip amb Georges Morel i Jean Claude Darouy.
En el seu palmarès també destaquen una medalla de bronze al Campionat del Món de rem de 1962 i una de plata al de 1966.